# Victor Couture
Pour les articles homonymes, voir Couture (homonymie).
Joseph Victor Couture, né le 13 mars 1782 à Paris et mort le 8 février 1828 à Paris, est un marin français qui participa à l'expédition vers les Terres australes que conduisit Nicolas Baudin au départ du Havre à compter du 19 octobre 1800. Installé à bord du Naturaliste en tant qu'aspirant de deuxième classe, il a laissé son nom au cap appelé cap Couture, au sud de l'île Bernier.